# Nigel Short
Nigel Short (n. 1 iunie 1965, Leigh, Anglia, Regatul Unit) este un mare maestru la șah britanic.

## Date biografice
Nigel Short ia parte deja la 12 ani la campionarul britanic de șah la seniori și învinge pe campionul național Jonathan Penrose. La 15 ani devine vicecampion mondial la juniori, campionul fiind Garri Kasparov. Ca și campion național britanic, participă și câștigă în 1983 turneul internațional de șah de la Baku. În anul 1984 i se acordă titlul de mare maestru internațional. La Montpellier în 1985, ocupă locul 10 în turnul candidaților. În anii 1986 și 1987 câștigă turneul de la Wijk aan Zee (Olanda). Câștigă în 1992 în turneul candidaților fața lui Anatoli Karpov, după ce în prealabil a obținut victoriile în fața lui Jonathan Speelman și Boris Gelfand. În finala turneului candidaților în 1993 câștigă în fața lui Jan Timman și refuză ca și de altfel Kasparov să joace pentru titlul de campion, unul împotriva celuilat. FIDE îi descalifică pe cei doi șahiști, care vor întemeia "Professional Chess Association" (PCA), o organizație care ulterior se va dizolva. În 1993 Kasparov câștigă cu rezultatul de 12,5:7,5 contra lui Short, și devine campion mondial. Short câștigă în 2004 campionatul Commonwealth, iar în septembrie 2006 campionatul Uniunii Europene la Liverpool. În noiembrie 2006 în Mumbai câștigă din nou campionatul Commonwealthul Națiunilor. El scrie în anul 2005 și 2006 aproape regulat articole în revista "The Guardian" și "Daily Telegraph". În iulie 2007 are probleme cu FIDE, deoarece l-ar fi făcut prost pe un arbitru de șah. În Nagpur câștigă din noul campionatul Commonwealthului Națiunilor. În iunie  2009 câștigă turneul Sigeman în Malmö, realizând un scor fantastic de 8 puncte din 10 partide, cel mai bun rezultat al său.